# Аза (имя)
Аза — имя, выступает в качестве и мужского и женского. Может иметь как еврейское происхождение (со значением «сильный(ая), крепкий(ая)»), так и арабское происхождение (со значением «утешение»).
В христианском именослове имя Аза соотносится со святой мученицей Азой.
Также может выступать в качестве сокращения от имени Азалия.

## Именины
3 ноября

## В культуре
- «Цыганка Аза» — пьеса украинского писателя и драматурга Михаила Старицкого (1888)
- «Цыганка Аза» — польский художественный фильм 1926 года.
- «Цыганка Аза» — советский художественный фильм 1988 года.
- «Прекрасная Аза» — произведение Н. С. Лескова.

## Известные носители имени
- Аза — царь Манны приблизительно в 718—716 годах до н. э.